# Symphorien Champier

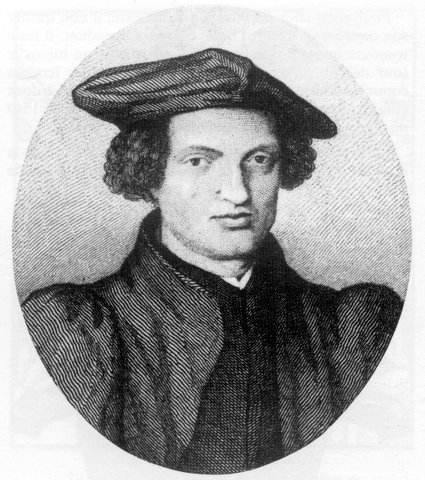
Symphorien Champier

Symphorien Champier (* 1471 in Saint-Symphorien; † 1539 in Lyon) war ein französischer Arzt, Historiker, Übersetzer und Herausgeber.
Verheiratet war er mit Marguerite Terrail und durch sie verschwägert mit Pierre du Terrail, Chevalier de Bayard, über den er eine Biographie verfasste.

## Leben
Als Doktor der Medizin in Montpellier war Champier der persönliche Arzt von Anton II., dem er nach Italien folgte, als er dort als Gefolgsmann Ludwigs XII. an mehreren Schlachten teilnahm. Schließlich ließ er sich in Lyon nieder. In Lyon arbeitet er mit François Rabelais, der Champier satirisch in seinem Werk Gargantua und Pantagruel beschrieb. In Lyon gründete er das Collège des médecins de Lyon und übte eine Anzahl von Ämtern aus bei den Stiftungen der Stadt, darunter der École des médecins de Lyon. Auch war er bekannt mit dem Arzt und Herausgeber der Druckerei Drexel, Michael Servetus.
Zusätzlich zu seinen Anstrengungen in der medizinischen Wissenschaft studierte er Werke griechischer und arabischer Autoren und schrieb eine Vielzahl historischer Bücher, darunter 1516 die Chroniques de Savoie und 1525 Vie de Bayard, sowie astronomische und theologische Traktate. Auch publizierte er die in Lyon gefundenen lateinischen Inschriften aus römischer Zeit, um das hohe Alter der Stadt nachzuweisen.
Anfänglich der Lehre arabischer Mediziner wie Avicenna und damit dem „Arabismus“ verbunden, entwickelte er sich zu einem heftigen Kritiker Avicennas und Averroes. Er vertrat im Rahmen seiner Forschung über die griechisch geprägte galenische Medizin ab 1533 den „Galenismus“. Seinen Studenten soll er gemäß Walter Mönch empfohlen haben, Hippokrates und Galen „ständig an der Brust zu tragen und Tag und Nacht in ihnen zu lesen“.
Champier gab die Werke des Tempelritters und Mediziners Arnaldus de Villanova heraus und schrieb über ihn eine Biographie.

## Schriften (Auswahl)
- Symphonia Platonis cum Aristotele et Galeni cum Hippocrate Hippocratica philosophia ejusdem (Paris 1516)
- Speculum Galeni (Lyon 1517)
- De quadruplici vita (Lyon 1507)
- Periarchon, id est de principiis Platonicarum disciplinarum omniumque doctrinarum (1514)
- Janua logicae et physicae (Lyon 1496)
- Chroniques de Savoie (1516)
- Vie de Bayard (1525)
- Clysteriorum camporum secundum Galeni mentem libellus (1532)
- Hortus gallicus (1533)
- Speculum medici christiani (1533)
- Gallicum pentapharmacum (1534)